# SamBoat
SamBoat est une entreprise bordelaise qui a lancé en janvier 2014 une plateforme communautaire sécurisée de location de bateaux à destination des particuliers.

## Historique
Le 20 janvier 2014, Laurent Calando et Nicolas Cargou créent SamBoat,. En 2014, la start-up intègre l'incubateur L'Auberge numérique à Bordeaux.
En avril 2015, SamBoat opère une levée de fonds de 250 000 euros auprès de business angels.
En 2015, une application est lancée.[réf. souhaitée]
En juillet, 2016, une nouvelle levée de fonds permet de récolter 1 million d'euros,, auprès de la Mutuelle d'assurance des instituteurs de France.
En 2017, l'entreprise dispose d'une flotte de 10 000 bateauxsur la plateforme : SamBoat est considéré comme un leader dans son domaine,.
En novembre 2018, Dream Yacht Charters rachète SamBoat. En décembre 2018, lors du salon nautique de Paris, l'entreprise présente son boîtier connecté : SamConnect.
En 2019, l'offre commerciale atteint  30 000 bateaux ; l'entreprise compte 50 employés en pleine saison.
En 2021, SamBoat intègre les agences Vents de Mer et LateSail, respectivement basées en France et au Royaume-Uni afin de se positionner sur la croisière à la voile.
En 2022, l'entreprise s'implante aux États-Unis et installe une équipe en Floride.
En janvier 2023, SamBoat intègre l'agence allemande Argos Yacht charter pour se déployer en Allemagne.

## Concurrence
Samboat est le concurrent direct de Sunsail, The Moorings et Click&Boat. Le marché est également investi progressivement par les grands constructeurs à l'instar de Bénéteau ou Fontaine-Pajot.